# Kremberk
Kremberk este o localitate din comuna Sveta Ana, Slovenia, cu o populație de 238 de locuitori.